# Les Stepennes
Les Stepennes est un hameau de la commune belge d'Anthisnes en province de Liège. Avant la fusion des communes, le hameau faisait déjà partie de la commune d'Anthisnes.

## Situation
Le petit hameau des Stepennes se trouve à 2 km au sud du centre d'Anthisnes dans la campagne condrusienne à l'orée des bois de Comblain le long d'une route en cul-de-sac. Il se trouve à la limite des communes de Comblain-au-Pont et de Hamoir.

## Patrimoine
- Au-dessus et au sud du hameau, la drève de Tolumont  située sur un tige à une altitude de 260 m compte plusieurs arbres de justice ainsi que deux monuments commémorant la Seconde Guerre mondiale. Le premier est une stèle consacrée à Nicolas Compère qui fut le premier résistant belge à être fusillé (à cet endroit précis, le 13 mai 1940). Le second rend hommage aux résistants belges, partisans russes et soldats américains ayant combattu pour la liberté.
- Un peu plus au sud, se trouve la ferme de Tolumont construite en pierre calcaire au XVIIe siècle[1]. Elle fut le cadre du crime de Tolumont qui fut rapporté par différents auteurs[2] dont Arthur Piroton dans une bande dessinée de 1951.